# Geschichte Lettlands

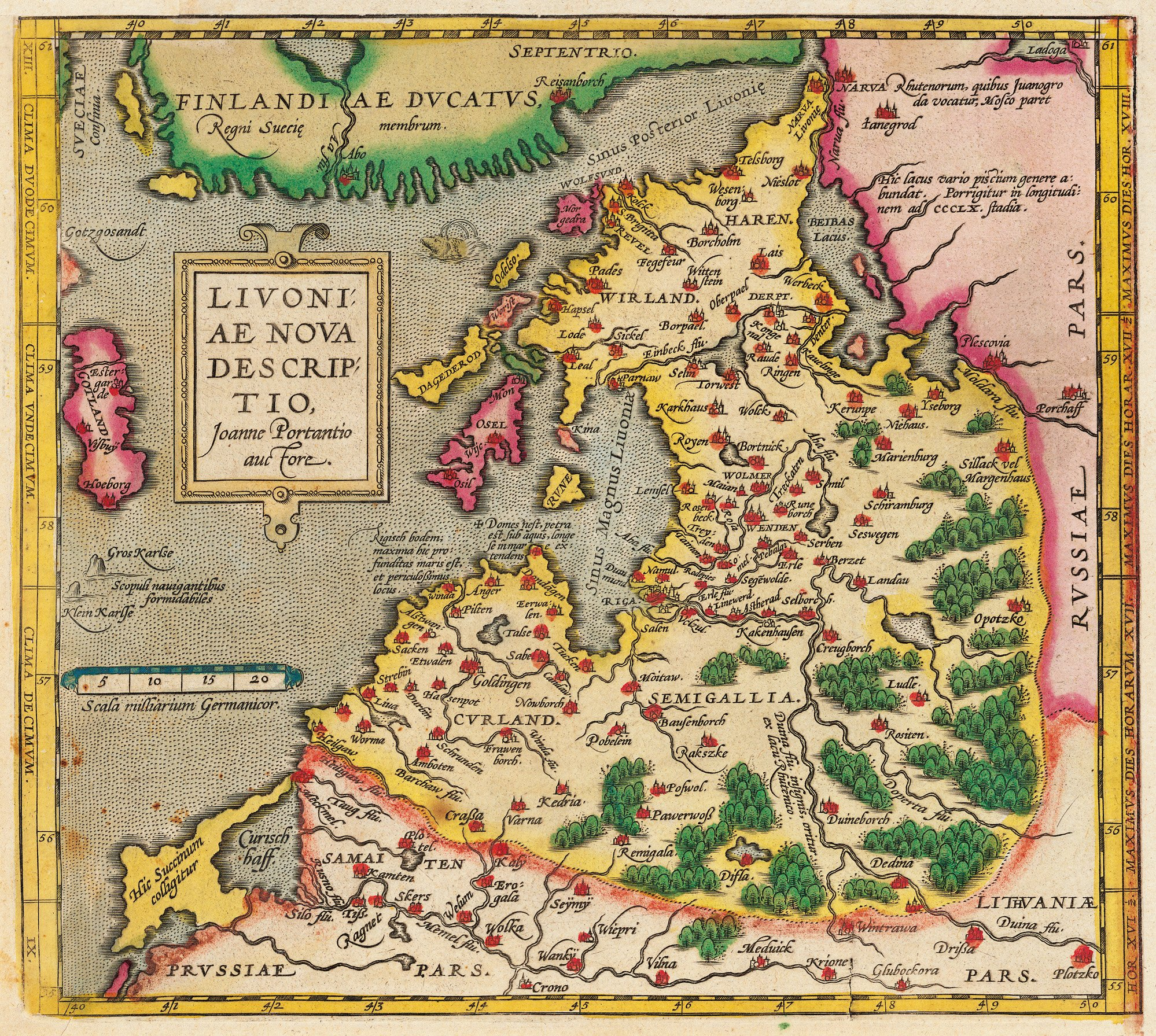
Livland – Lettland und Estland auf einer Karte des 16. Jahrhunderts

Die Geschichte Lettlands umfasst die Entwicklungen auf dem Gebiet der Republik Lettland von der Urgeschichte bis zur Gegenwart. Lettland wurde 1918 zum ersten Mal ein eigenständiger Staat. Die Geschichte Lettlands umfasst insbesondere die Zeiten während des Deutschen Ordens und des Russischen Reiches, den ersten unabhängigen lettischen Staat nach der Unabhängigkeitserklärung 1918 bis zur Errichtung der so genannten Lettischen Sozialistischen Sowjetrepublik als Teil der Sowjetunion als Folge des Hitler-Stalin-Paktes, die deutsche Besetzung während des Zweiten Weltkriegs, die Zeit des Kalten Krieges und die Wiedererlangung der Unabhängigkeit 1990.

## Vor- und Frühgeschichte

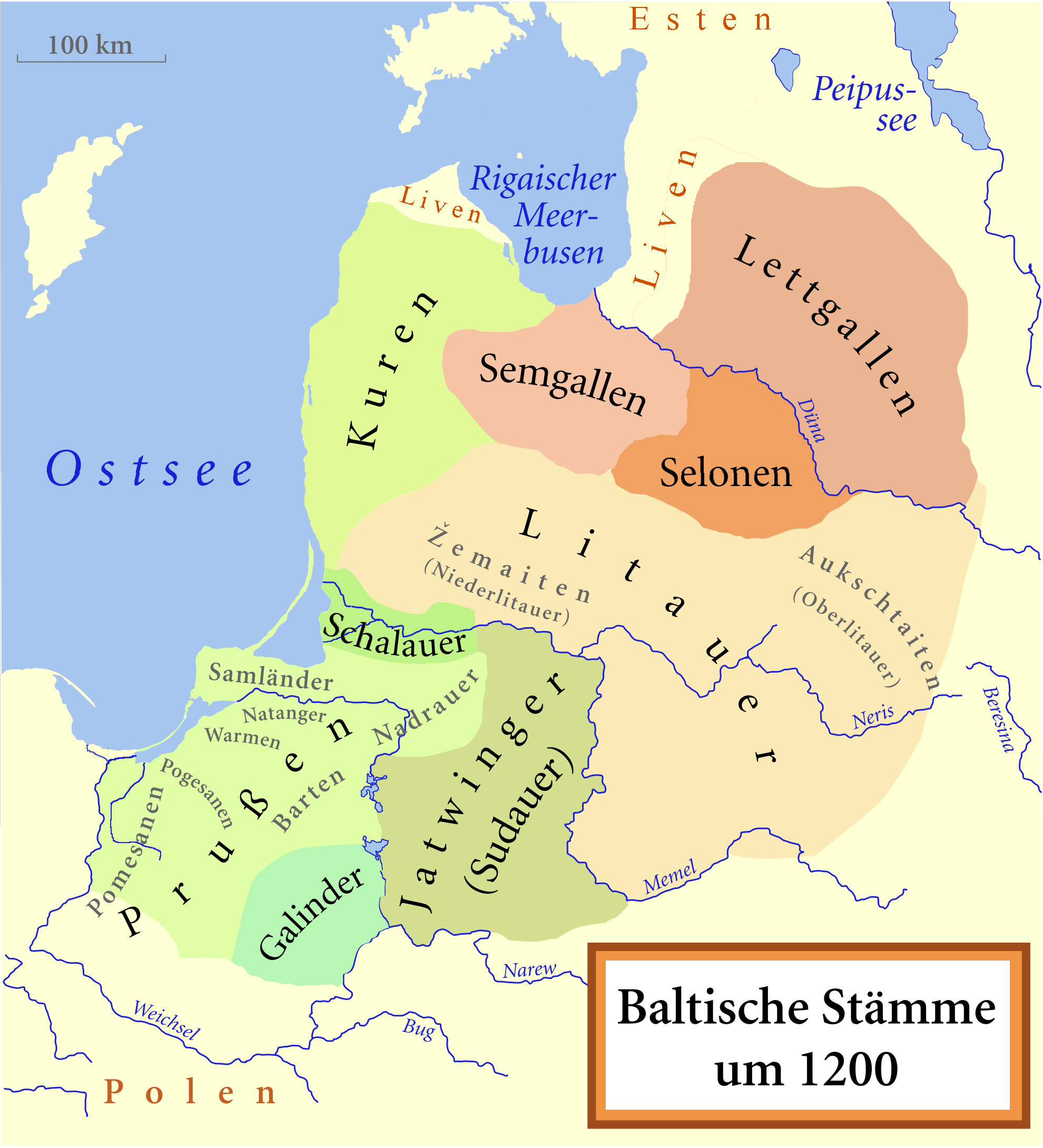
Baltische Stämme im 12. Jahrhundert

Die Vorgeschichte Lettlands wird gewöhnlich in Steinzeit, Bronzezeit und Eisenzeit eingeteilt und dauerte bis ins 12. Jahrhundert n. Chr.
Etwa 14.000 Jahre vor unserer Zeitrechnung, am Ende der letzten Eiszeit, bildete sich die heutige Moränenlandschaft des Baltikums heraus. Im Gefolge jagbarer Tiere erschienen etwa 9000 v. Chr. die ersten Menschen.
Ab dem 3. Jahrtausend v. Chr. wanderten aus dem Norden und Nordosten finnugrische Stämme in dieses Gebiet ein. Sie wurden im 2. Jahrtausend v. Chr. von indogermanischen Stämmen teilweise verdrängt oder assimiliert. Diese Vorläufer der späteren Letten und Litauer lebten von Land- und Viehwirtschaft. In antiken Schriften werden die Balten als Aisti oder Aesti bezeichnet und das gesamte Land als „Estland“. Noch der angelsächsische Reisende Wulfstan benutzte im 9. Jahrhundert dieses Wort in der antiken Bedeutung.
Die Balten lebten unter lokalen Fürsten, hatten aber keinen einheitlichen Staat, was eine militärische Schwäche bedeutete und bereits in der Vendelzeit erste skandinavische, Kiewer, später dann polnische und deutsche Interessen anzog.
Man fand zum Beispiel kurische Waffen und Schmuckstücke aus dem 10. Jahrhundert (Ziernadeln, Fibeln und Schwerter) an der gotländischen Küste. In Hugleifs enthielt ein Frauengrab typisch kurischen Schmuck. Das Grab belegt die Anwesenheit von Kuren auf der Insel. Dieselben Ziernadeln und Schwerter findet man auch in großer Zahl in der Umgebung von heutigen Klaipėda und Kretinga. Die Funde auf Gotland und Öland sowie im mittelschwedischen Uppland deuten auf Handelsbeziehungen zu den Balten schon im 10. und 11. Jahrhundert.

## Der Deutsche Orden

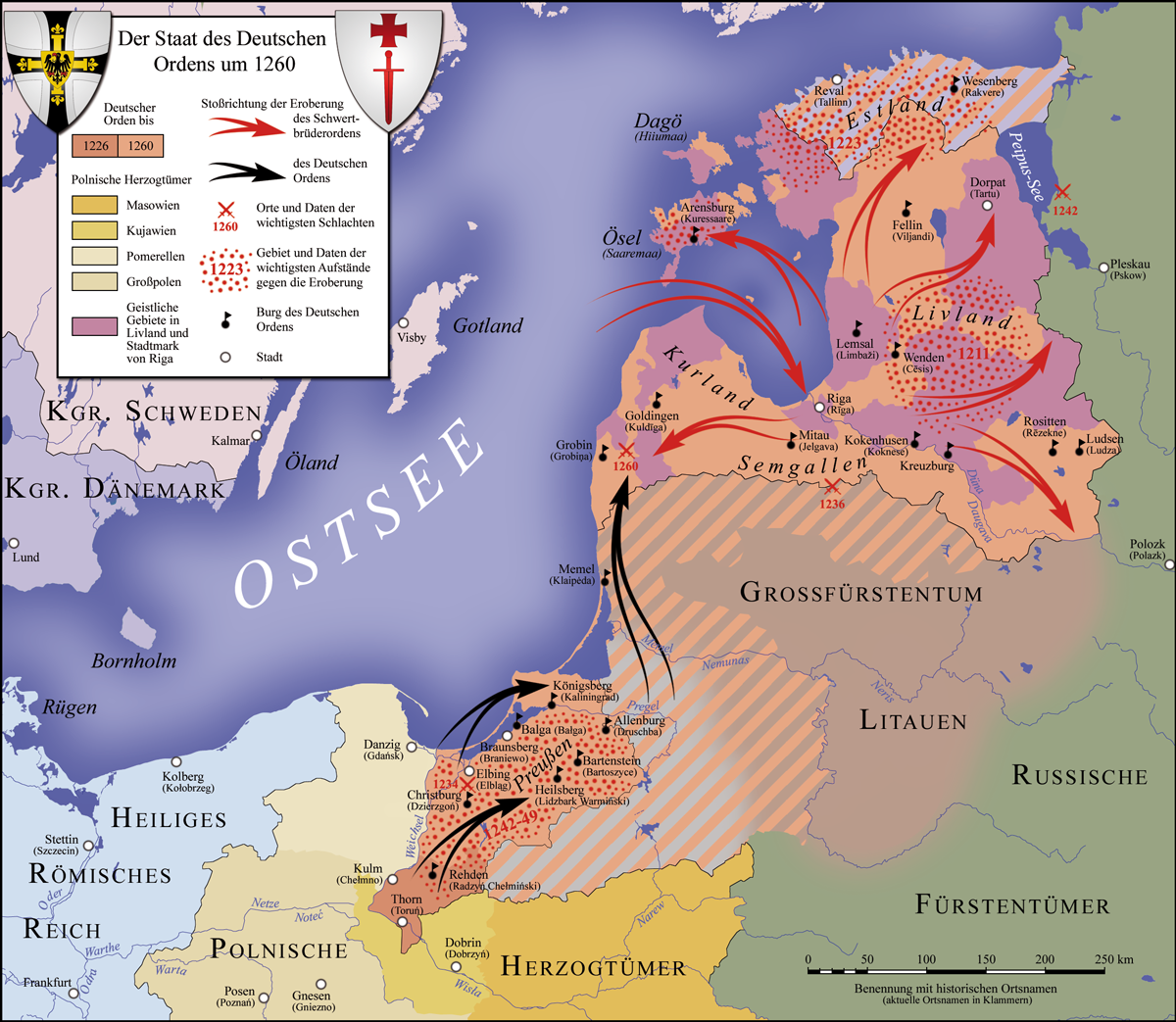
Die Unterwerfung der lokalen Fürstenstaaten von Liven, Letten, Esten, Kuren und Semgallen durch den Deutschen Orden und ihre Eingliederung in den Ordensstaat

Am 22. September 1236 erlitten Verbände des livländischen Schwertbrüderordens gegen einheimische nichtchristliche Schemaiten und Livländer (Großfürstentum Litauen) in der Schlacht von Schaulen (litauisch Šiauliai) eine schwere Niederlage.
Der Deutsche Orden übernahm Lettland und gliederte Livland an den Ordensstaat an (siehe Livländischer Orden). Einige Landesteile blieben beim Bischof von Riga oder bei der Stadt Riga.
Nach der Unterwerfung der Stämme der Liven, Kuren und Semgallen durch den Deutschen Orden kamen deutsche Einwanderer nach Livland. Die deutsche Oberschicht stellte jahrhundertelang das Stadtbürgertum und die Großgrundbesitzer.

## Die Hanse
Im Mittelalter verbanden sich die livländischen Städte, allen voran Riga, in der livländischen Konföderation mit der Hanse und waren wirtschaftlich durch die Handelsverbindungen vor allem mit den deutschen Hafenstädten, in die Niederlande und nach Flandern, nach Skandinavien und Russland geprägt.

## Die Reformation
Infolge der Reformation wurde der Ordensstaat ein Herzogtum und Livland dabei lutherisch. Der Livländische Krieg dauerte von 1558 bis 1583. Als Teil des Ordensstaates wurde Livland nach dem Ende des livländisch-litauischen Krieges durch die Union von Wilna (28. November 1561) aufgeteilt. Estnische Landesteile gingen an Schweden, einige kleinere Gebiete fielen an Dänemark oder kamen unter polnische Hoheit. Kurland wurde als Erbherzogtum vom letzten Deutschordensmeister Herzog Gotthard Kettler unter polnischer Oberherrschaft geführt, der restliche Teil kam zum vereinten Polen-Litauen. Riga kam nach kurzer Unabhängigkeit, ebenso wie einige der dänischen Besitzungen, ebenfalls zu Polen.

## Schweden, Polen und Russland
1629 eroberte Schweden Livland. Kurland blieb ein selbständiges Herzogtum unter polnischer Oberhoheit (Herzogtum Kurland und Semgallen). Auch der südöstlichste Teil Livlands um Dünaburg blieb polnisch (Polnisch-Livland).
Der Große Nordische Krieg von 1700 bis 1721 brachte einen erneuten Herrschaftswechsel. Durch den Frieden von Nystad (1721) wurden Livland und Estland russische Provinzen. Durch die Dritte Teilung Polens 1795 kam auch Kurland und Polnisch-Livland (Lettgallen) zu Russland. Kurland und Livland bildeten gemeinsam mit Estland die Ostseegouvernements, die eine gewisse Sonderstellung hatten: sie waren von deutschen Oberschichten geprägt und lutherisch; die städtische Selbstverwaltung war stärker ausgeprägt.
Ein erwachendes Nationalgefühl der von Russland und der deutschen Oberschicht dominierten Letten führte im 19. Jahrhundert zur Entstehungen mehrerer Gruppen und Bewegungen, die sich bewusst und betont der lettischen Kultur zuwandten und als „Jungletten“ bekannt wurden. Autoren aus diesen Kreisen schufen eine eigenständige lettische Literatur in Prosa und in Theaterstücken. Im frühen 20. Jahrhundert kamen politische Forderungen auf, zunächst nach Selbstbestimmung für das lettische Volk, schließlich nach einem unabhängigen Staat, der die von Letten bewohnten Gebiete umfassen sollte. Von der Russischen Revolution im Jahre  1905 wurde auch die Arbeiterschaft der Industriestadt Riga erfasst, am 13. Januar 1905 kam es zu einer ersten Demonstration der Solidarität mit den Streikenden in Sankt Petersburg; der Name der 1930, zum 25. Jahrestag, so benannten Magistrale 13 janvāra iela in Riga erinnert daran.
Im Ersten Weltkrieg besiegten deutsche Truppen beim Vormarsch im Baltikum die Kaiserlich Russische Armee in mehreren Schlachten und eroberten Kurland im Frühjahr und Sommer 1915 (Liepaja am 8. Mai, Jelgava am 1. August). Von September 1915 bis zum Sommer 1917 war die Daugava die Front in einem Stellungskrieg zwischen deutschen Einheiten auf ihrem linken und russischen auf ihrem rechten Ufer. Ab dem Sommer 1917 rückten die deutschen Truppen wieder vor, am 3. September nahmen sie Riga rechts der Daugava ein und bis zum März 1918 das gesamte Gebiet des heutigen Lettland.

## Die Gründung der Republik Lettland 1918 und die Zwischenkriegszeit

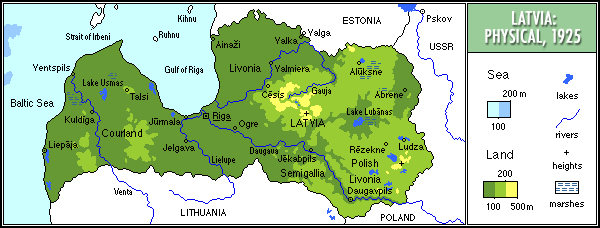
Lettland, 1920–1940

Wappen Lettlands (seit 1921)

Nach dem Ende des Ersten Weltkrieges erklärte am 18. November 1918 der tags zuvor zusammengetretene Lettische Volksrat die Unabhängigkeit Lettlands. Es folgte der Lettische Unabhängigkeitskrieg (bis 1920). Die Roten Lettischen Schützen konnten den Anspruch Sowjetrusslands und der ersten Lettischen Sowjetrepublik gegen das von Esten und Deutsch-Balten (Baltische Landeswehr, Eiserne Division) unterstützte Lettland nicht durchsetzen und mussten sich aus dem Baltikum zurückziehen. Einem gescheiterten Putschversuch der deutsch-baltischen Minderheit folgte dann eine lettische Regierung, die am 11. August 1920 im Friedensvertrag von Riga auch die Anerkennung durch Sowjetrussland erreichte. Die in diesem Vertrag durch die Sprachgrenze bestimmte Grenzziehung sprach Lettland auch Lettgallen zu.
Am 15. Juni 1921 wurde vom Parlament der Beschluss über die Flagge und die Wappen Lettlands getroffen. Diese Insignien wurden von diesem Tag an von allen staatlichen Einrichtungen verwendet. Mit Stand vom 15. Juni 1921 hatte das unabhängige Lettland in vielen europäischen Ländern sowie in China und den USA diplomatische Vertretungen. Am 7. November 1922 trat die Verfassung der Republik Lettland in Kraft. Schon im Dezember 1919 waren den im Land lebenden Minderheiten (Russen, Deutschen, Juden und anderen) weitgehende Rechte gesetzlich gesichert worden, unter anderem eigene Schulen und deren Selbstverwaltung. Der Staat bezahlte einen Lehrer für je 50 Schüler.
In den 1920er Jahren erlebte Lettland eine wirtschaftliche und kulturelle Blüte. Allein im Jahre 1922 wurden 300 kommunale Bibliotheken eröffnet. Bei der Anzahl der veröffentlichten Bücher (bezogen auf die Einwohnerzahl) stand Lettland – nach Island – in Europa an zweiter Stelle. Zumal in Riga entstanden selbstbewusste Gewerkschaften.
Durch einen Staatsstreich am 15. Mai 1934 endete die Zeit der parlamentarischen Regierung. Fortan regierte Kārlis Ulmanis den Staat autoritär.

## Das Ende der Unabhängigkeitde facto1939/1940

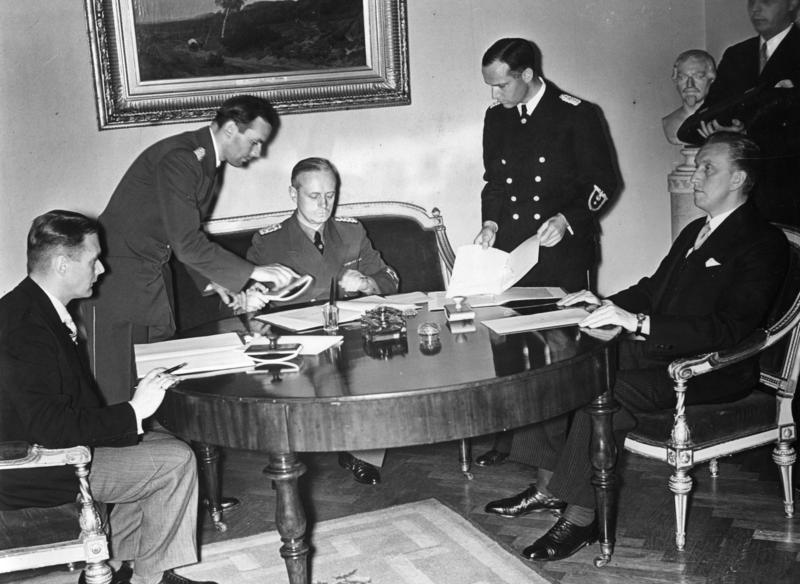
Unterzeichnung des Nichtangriffsvertrages zwischen Estland, Lettland und Deutschland am 7. Juni 1939. Von links nach rechts: Außenminister Munters (Lettland), Reichsaußenminister Joachim von Ribbentrop und Außenminister Selter (Estland).

Während der Zeit bis zum Zweiten Weltkrieg geriet Lettland zunehmend unter Druck der Sowjetunion und Deutschlands. Am 7. Juni 1939 wurde in Berlin der deutsch-lettische Nichtangriffspakt unterzeichnet. In einem geheimen Zusatzprotokoll des deutsch-sowjetischen Nichtangriffspaktes am 23. August 1939 vereinbarten die beiden Großmächte jedoch, dass Lettland zur Einflusssphäre der Sowjetunion zählte.
Die Sowjetunion zwang Lettland ein „Gegenseitiges Hilfsabkommen“ auf, das der lettische Außenminister Vilhelms Munters am 5. Oktober 1939 unterzeichnen musste. Am 31. Oktober 1939 wurde die Umsiedlung der Deutsch-Balten zwischen dem Deutschen Reich und Lettland vertraglich unterzeichnet, worauf unverzüglich 48.600 Deutschbalten nach Deutschland umgesiedelt wurden. Diese so genannte Repatriierung wurde am 15. Dezember 1939 für abgeschlossen erklärt. Unter Gewaltandrohung musste Lettland im Juni 1940 der Stationierung von weiteren sowjetischen Truppen zustimmen, worauf am 17. Juni die sowjetische Besetzung Lettlands 1940 begann.
Eine prosowjetische Regierung wurde installiert und ersuchte um Eingliederung in die Sowjetunion. Die meisten westlichen Staaten erkannten Lettland aber de jure nicht als Teil der Sowjetunion an, der überwiegende Teil davon aber de facto.
Etwa 35.000 Letten wurden von 1940 bis 1941 nach Sibirien deportiert, davon allein 15.000 in der Nacht vom 13. auf den 14. Juni 1941. Ein Drittel der in jener Nacht deportierten Letten waren Juden. Die geheimen Befehle zur Deportation der Letten hatte Iwan Serow, General des NKWD, bereits am 11. Oktober 1939, sechs Tage nach dem Sowjetisch-Lettischen „Beistandsabkommen“, unterzeichnet. Die Reste der deutschen Minderheit, die jahrhundertelang die Bildungsschicht des Landes gestellt hatte, wurden umgesiedelt.

## Die deutsche Besetzung 1941–1945 und der Holocaust in Lettland

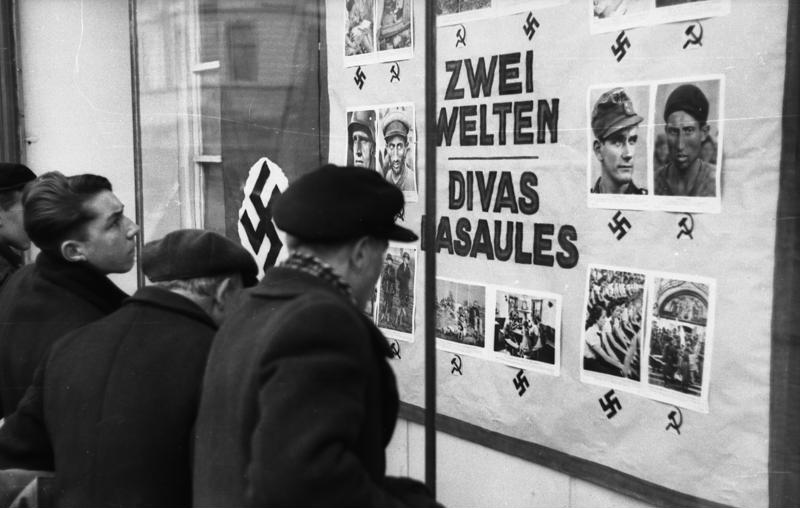
Deutsche, pro-nazistische und anti-sowjetische Propagandatafel (Sommer 1941), Aufnahme einer Propagandakompanie

Vom 10. Juli 1941 bis zur Baltischen Operation im Herbst 1944 dauerte die deutsche Besetzung Lettlands im Zweiten Weltkrieg, Kurland war großteils bis zum Kriegsende besetzt. Der Generalbezirk Lettland unterstand dem Reichskommissariat Ostland und war unter deutsche Zivilverwaltung gestellt, vom 25. Juli 1941 bis zur Düna (ohne Riga) und ab dem 1. September 1941 auch nordöstlich davon. Diese Zivilverwaltung war mit wenigen Leuten besetzt, die es nach einem Jahr stalinistischer Schreckensherrschaft jedoch leicht hatten, sich als Befreier darzustellen, eine kollaborierende lettische Selbstverwaltung aus so genannten Vertrauensleuten aufzubauen sowie lettische SS-Verbände und die lettische Hilfspolizei zur Umsetzung der nationalsozialistischen Vernichtungsziele einzusetzen.
Lettische SS-Verbände aus Freiwilligen, später auch zwangsrekrutierte Soldaten, kämpften im Zweiten Weltkrieg auf deutscher Seite gegen die Sowjetunion. Einheimische Kollaborateure waren in allen Bereichen am von den Besatzern initiierten Holocaust beteiligt, von Erschießungsaktionen bis zur Registrierung und Beschlagnahme jüdischen Eigentums. Während der deutschen Besetzungszeit fanden Vernichtungsaktionen der deutschen Besatzungsmacht gegen Juden statt, die zur fast völligen Vernichtung der jüdischen Bevölkerung Lettlands führten. Wichtiges Instrument waren hierbei die lettische Hilfspolizei und das Kommando Arājs, ein SS-Sonderkommando unter Viktors Arājs, das dem Sicherheitsdienst des Reichsführers SS unterstand und einen Teil der Massenerschießungen durchführte.
Am 2. Januar 1942 machten deutsche Sicherheitskräfte den Ort Audriņi dem Erdboden gleich und erschossen 205 Einwohner in einem nahe gelegenen Wald. 30 Männer aus Audrini wurden am 4. Januar 1942 in Rēzekne öffentlich erschossen. Grund für das Massaker war die angebliche Unterstützung sowjetischer Soldaten und Partisanen. Neben dem Ghetto Riga bestanden weitere jüdische Ghettos in Daugavpils und Liepāja. Berüchtigte Orte von Massenmorden waren der Wald von Rumbula, der Bickernsche Wald (Biķernieki), die Dünen bei Šķēde (nördlich von Liepāja) und Audriņi.

## Die zweite Besetzung Lettlands durch die Sowjetunion 1944/1945
Bis zum 8. Mai 1945 hielten deutsche Truppen, einschließlich der etwa 14.000 Soldaten der 19. SS-Division, die „Festung Kurland“, wo noch im März 1945 unter deutscher Besatzung eine unabhängige Republik Lettland ausgerufen worden war. Nachdem die Rote Armee im Juni 1944 die Landesgrenze überschritten und bis Mai 1945 das gesamte Land unter Kontrolle gebracht hatte, wurden etwa 57.000  Einwohner zur Roten Armee eingezogen, vor allem in das 130. Lettische Schützen Korps. Außerdem setzte die Deportation, Inhaftierung und Tötung von Letten – vor allem aus der Ober- und Mittelschicht und Kollaborateure – durch die sowjetische Besatzungsmacht wieder ein. Etwa 200.000 Flüchtlinge waren vor Kriegsende nach Deutschland und etwa 5000 nach Schweden gelangt. Die meisten zogen später weiter in die USA und nach Australien. In diesen Ländern entstanden diverse Exilanten-Gemeinden. Bis 1954 hielten sich im Baltikum Widerstandsnester der „Waldbrüder“, lose Gruppen antikommunistischer Untergrundkämpfer, die erst 1954, nach dem Tode Josef Stalins und einer politischen Amnestie, größtenteils die Waffen niederlegten. Die letzten Widerstandskämpfer ergaben sich 1957.

## Lettische SSR 1945–1990

Flagge der Lettischen SSR

Grenzveränderungen zugunsten Russlands in der Zeit der sowjetischen Okkupation

In der Nachkriegszeit wurde die so genannte Lettische SSR erneuert, die nach Darstellung der sowjetischen Geschichtsschreibung bereits seit 1940 bestand. Die völkerrechtlich illegale Zugehörigkeit Lettlands zur Sowjetunion wurde von den Alliierten bei den Vereinbarungen zur Nachkriegsordnung (Konferenzen von Teheran und Jalta 1943 und 1945) und bei der Gründung der UNO nicht in Frage gestellt. Aus Sicht der Westalliierten waren die baltischen Staaten kein Thema, um dessentwillen man eine Konfrontation mit dem verbündeten Stalin aufzunehmen bereit war. Im weiteren Verlauf des Kalten Krieges vertraten die wichtigsten westlichen Staaten, vor allem die USA, Großbritannien, Frankreich und auch die Bundesrepublik, dann jedoch eine Politik der Nichtanerkennung der sowjetischen Okkupation der baltischen Staaten.
Während des Stalinismus zielten die Maßnahmen der sowjetischen Zentralregierung darauf ab, die lettische Bevölkerung zur Minderheit in ihrem Land zu machen. Der ersten großen Massendeportation im Juni 1941 folgten zwei noch größere Umsiedlungswellen im Sommer 1945 und im März 1949. Betroffen waren überwiegend lettische Bauernfamilien, mehrheitlich Frauen und Kinder, die in diverse Gebiete Sibiriens zwangsumgesiedelt wurden. Neueren Berechnungen zufolge wurden in den Jahren 1940 bis 1953 etwa 140.000 bis 190.000 ehemalige lettische Staatsbürger von der Sowjetmacht deportiert oder inhaftiert. Sie wurden als „Siedler ohne Bürgerrechte“ bezeichnet.
Menschen aus anderen Regionen der UdSSR wanderten dagegen nach Lettland ein und übernahmen dort führende Positionen. Einige altgediente lettische Parteimitglieder, die sich schon vor dem und im Zweiten Weltkrieg für die Partei eingesetzt hatten (oft im Untergrund) und die als „Nationalkommunisten“ bezeichnet wurden, widersprachen vergeblich, als die Parteileitung den Gebrauch des Russischen in der Öffentlichkeit durchzusetzen begann und die lettische Landessprache zu verdrängen versuchte. Denn die russischsprachige Minderheit in Lettland war in der Kommunistischen Partei Lettlands in der Mehrheit. Lettland wurde „zu einem Laboratorium des Neo-Stalinismus“.
Wer die sklavenähnlichen Arbeitsbedingungen in Sibirien überlebte, durfte erst im Jahr 1956 zurückkehren – drei Jahre nach Stalins Tod und nachdem Chruschtschow im Februar 1956 auf dem XX. Parteitag der KPdSU mit seiner Geheimrede Über den Personenkult und seine Folgen eine gewisse Entstalinisierung und eine Tauwetter-Periode angestoßen hatte. Es war jedoch verboten, über das geschehene Unrecht zu reden, so dass die Aufarbeitung erst im Zuge der politischen Veränderungen ab 1987 erfolgen konnte.
Die Landwirtschaft wurde kollektiviert. Die lettische Industrie wurde verstaatlicht und in Kombinaten organisiert. Vor allem in und um Riga wurden neue Fabriken gebaut, deren Belegschaften großteils aus anderen  Unionsrepubliken, insbesondere aus der Russischen Sozialistischen Föderativen Sowjetrepublik kamen. Die forcierte Industrialisierung diente auch der Russifizierung. 1935 lebten in Lettland 77 % Letten, 8,8 % Russen, etwa 5 % Juden, etwa 4 % Deutsche, 2,5 % Polen, 1,4 % Weißrussen und 0,1 % Ukrainer. Dagegen waren es 1989 nur noch 52 % Letten, aber 34 % Russen, 4,5 % Weißrussen, 3,5 % Ukrainer, 2,3 % Polen und 1,3 % Litauer. Während der sowjetischen Zeit führte Lettland stets Geld an andere Teile der Sowjetunion ab. Die Dokumente über die Finanzströme zwischen der Zentrale der Gosbank in Moskau und ihrer Außenstelle in Riga belegen, dass die Lettische SSR durchweg ein Nettozahler war.

## Wiederherstellung der Unabhängigkeit 1990
Am 28. Juli 1989 verabschiedete der Oberste Sowjet der Lettischen SSR eine Erklärung, der zufolge Lettland durch „die verbrecherische stalinistische Außenpolitik 1939/1940“ seine Souveränität eingebüßt habe. Fortan, so die Erklärung weiter, würden die in Lettland verabschiedeten Gesetze Vorrang vor denen der Sowjetunion haben – ein Affront gegen Michail Gorbatschows Bemühen, die UdSSR zusammenzuhalten.
Am 18. März 1990 wählten die Bürger Lettlands letztmals einen Obersten Sowjet, der sich als Oberster Rat der Republik Lettland, das heißt als vorläufiges Parlament, konstituierte. Am 4. Mai 1990 erklärte der Oberste Rat der Republik Lettland die Unabhängigkeit des Landes für wiederhergestellt. Dieser Vorgang, dem die sogenannte Singende Revolution vorausgegangen war, wurde seitens der Sowjetunion am 6. September 1991 gemeinsam mit der Unabhängigkeit Litauens und Estlands anerkannt. Am 30. April 1994 schlossen Vertreter Lettlands und der Russischen Föderation schließlich ein Abkommen über den Abzug der letzten russischen Truppen in Lettland.
Anfangs galt Lettland politisch und wirtschaftlich als instabil. Dem Land stellte sich die Aufgabe, die nationale Identität Lettlands mit der lettischen Identität (der Identität der ethnischen Letten) und der Identität der nicht-lettischen Ethnien in Lettland in Einklang zu bringen, was durch eine besondere Integrations- und Minderheitenpolitik versucht wurde. Zugleich mussten das politische und das wirtschaftliche System vom Kommunismus zu westlicher Demokratie und Marktwirtschaft transformiert werden. Im Laufe der 1990er Jahre erlebte die Wirtschaft einen Aufschwung.
Am 20. September 2003 stimmten in einem Referendum 67 % der Letten für den Beitritt ihres Landes am 1. Mai 2004 zur EU, 32 % stimmten dagegen und 0,7 % enthielten sich bei einer Wahlbeteiligung von 72,5 %. Am 29. März 2004 wurde Lettland auch Mitglied der NATO. Seit dem 1. Januar 2014 nimmt Lettland an der Europäischen Währungsunion teil, der Euro löste den Lats ab.

## Historisches Kartenmaterial

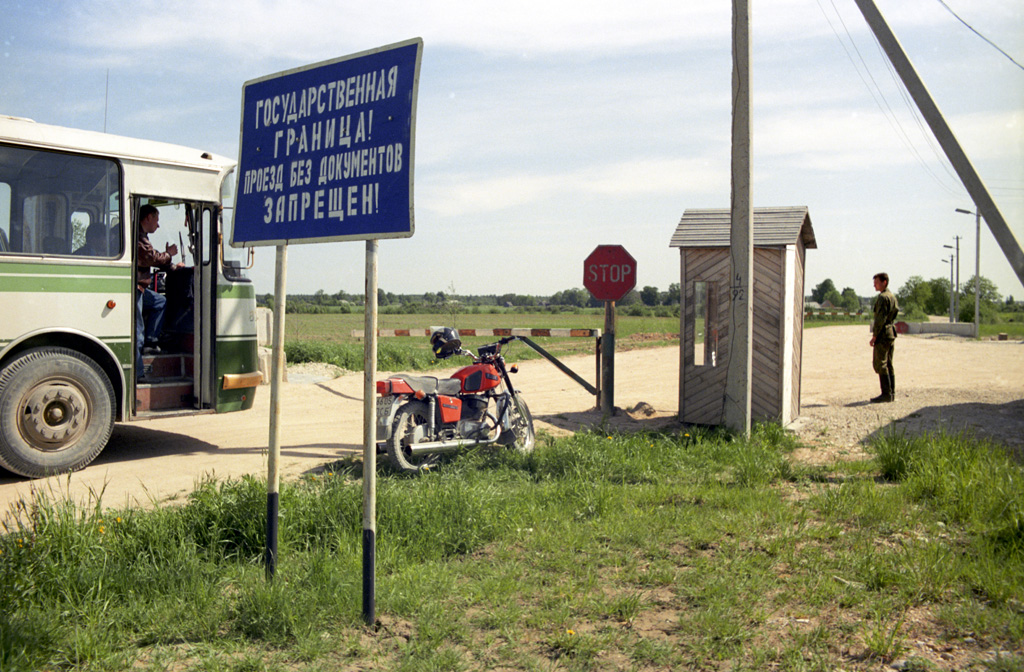
Grenze zu Russland 1993

Aus dem Atlas To Freeman’s Historical Geography, Edited by J.B. Bury, Longmans Green and Co. Third Edition 1903 ist von der Universität zu Texas (Austin):
- Baltic Lands 1000 A.D. (332K)
- Baltic Lands 1220 A.D. (323K)
- Baltic Lands 1270 A.D. (332K)
- Baltic Lands 1350-1360 A.D. (383K)
- Baltic Lands 1400 A.D. (366K)
- Baltic Lands 1478 A.D. (434K)
- Baltic Lands 1563 A.D. (332K)
- Baltic Lands 1617 A.D. (332K)
- Baltic Lands 1701 A.D. (417K)
- Baltic Lands 1772 A.D. (366K)
- Baltic Lands 1795 A.D. (357K)
- Baltic Lands 1809 A.D. (374K)